# Pirin

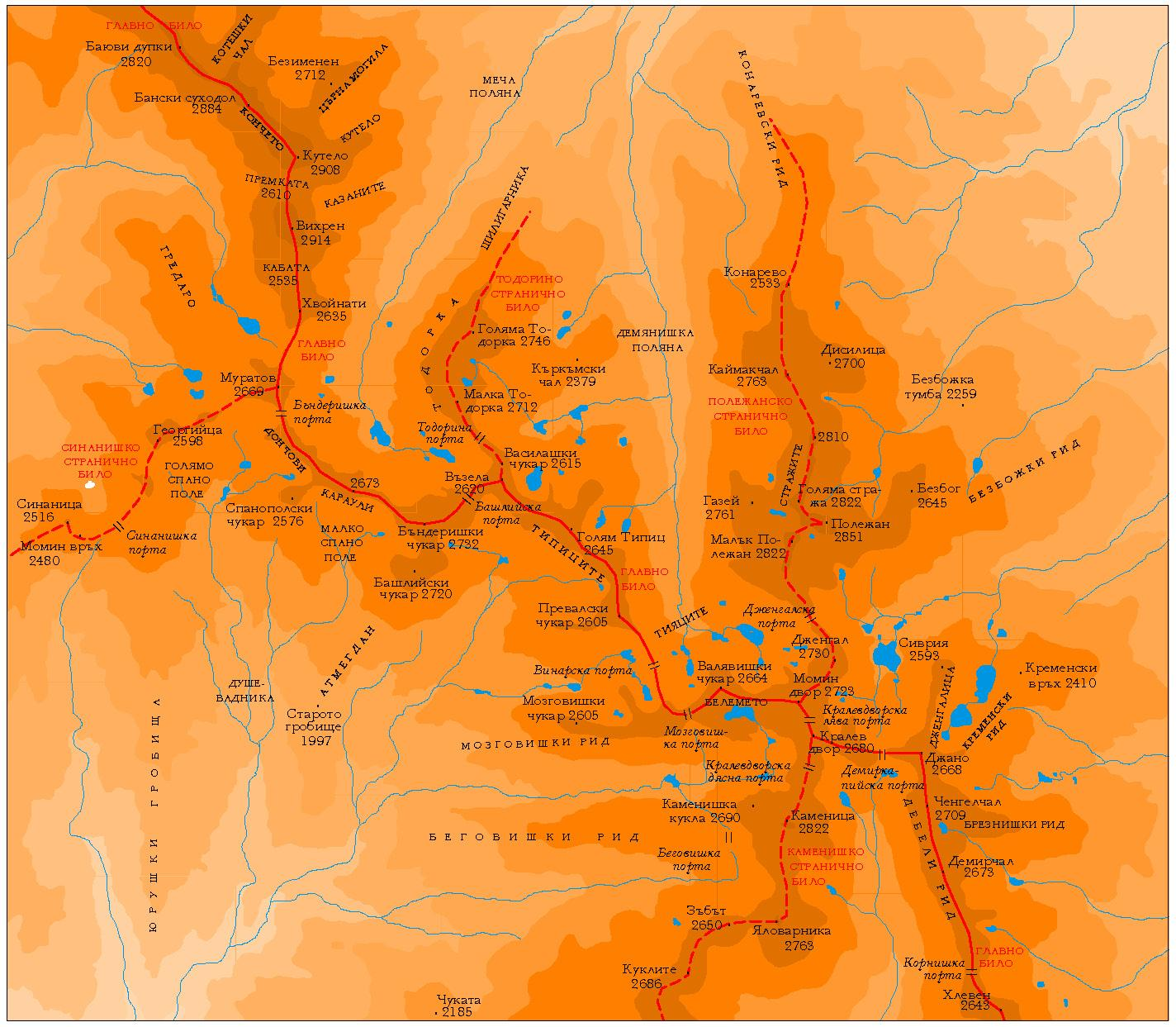
Mappa del Pirin.

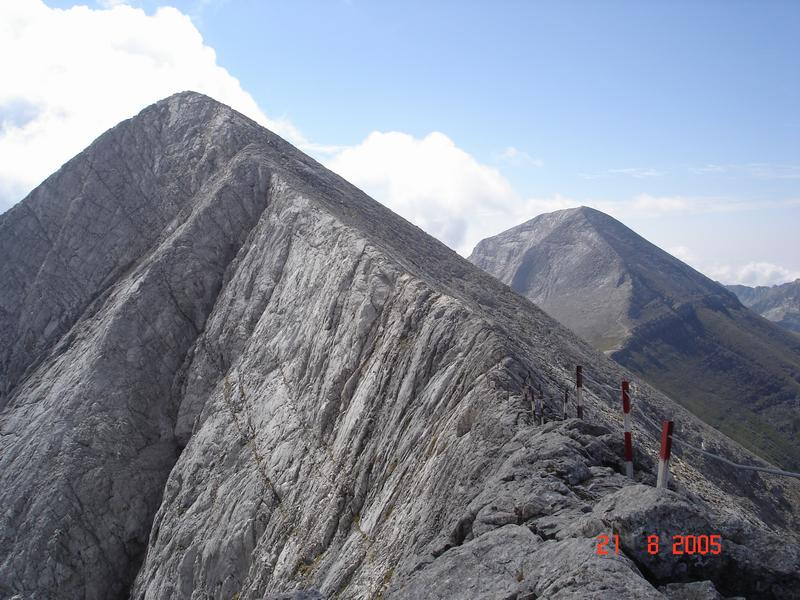
Le vette Kutelo (sinistra) e Vihren (destra) viste dal passo Končeto

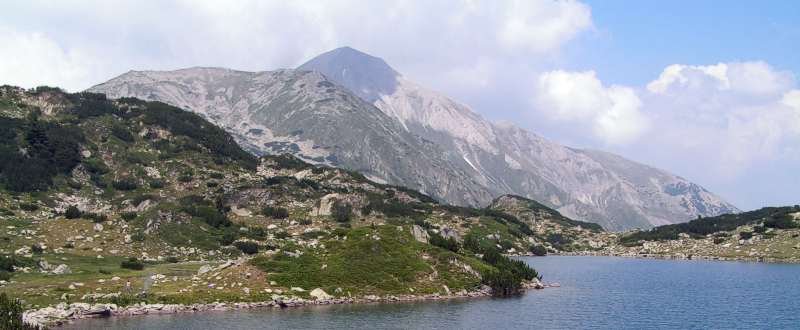
Vihren da sud

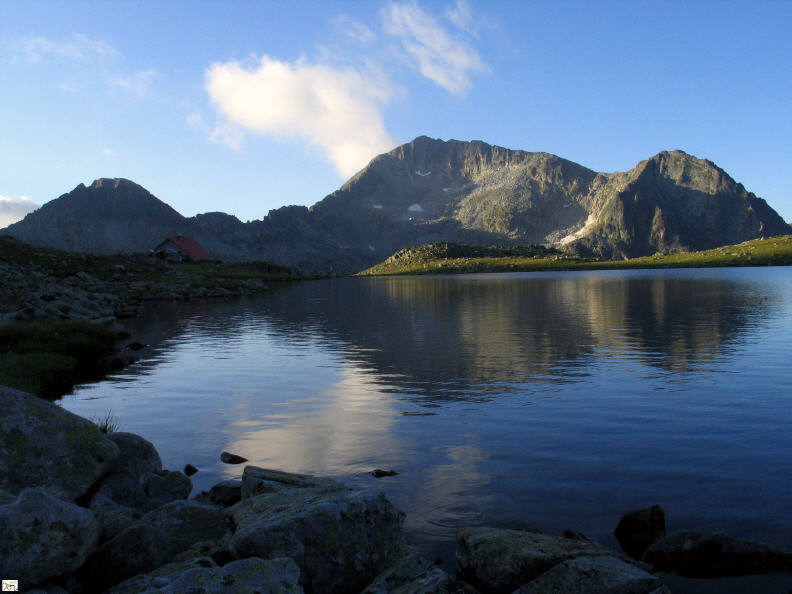
Monte Kamenica e il lago Tevno ezero

Il Pirin (in bulgaro: Пирин) è una catena montuosa della Bulgaria sudoccidentale, nella regione storica della Macedonia. Il Vihren (2.914 m s.l.m.) rappresenta la massima elevazione del gruppo. La catena si estende per 40 km in direzione nordovest-sudest e per 25 km nel senso opposto. Gran parte del massiccio è compresa in un parco nazionale, il Parco nazionale del Pirin, dichiarato patrimonio dell'umanità dall'UNESCO.
La città di Bansko, un importante centro turistico e di sport invernali, è situata nel versante nordorientale del Pirin. La città di Razlog si trova in una valle compresa tra il Pirin a sud e il massiccio del Rila a nord.

## Geografia

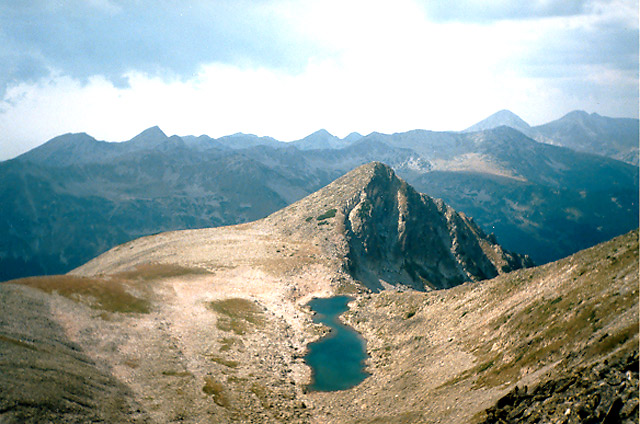
Il Monte Gazej e il lago Gazej superiore

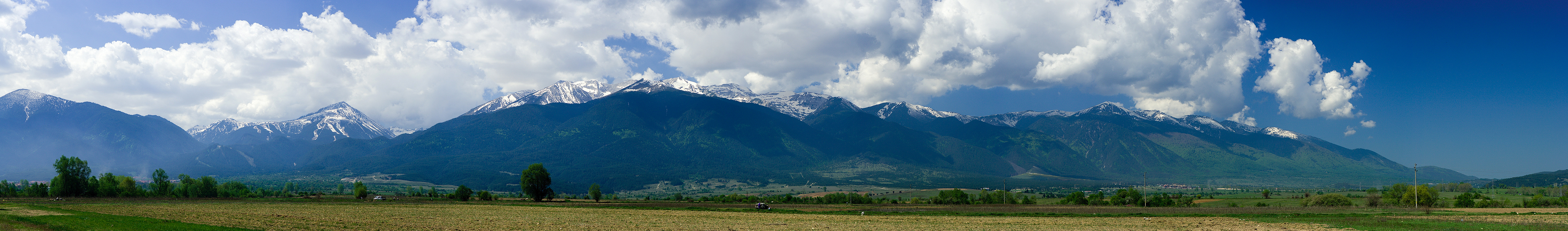
Panorama del Pirin

La catena del Pirin, che fa parte del Massiccio Rila-Rodopi, è il secondo gruppo montuoso della Bulgaria per altezza dopo il Rila (2 925 m) e l'ottavo in Europa dopo il Caucaso, le Alpi, la Sierra Nevada, i Pirenei, l'Etna, il Rila e il Monte Olimpo. Presenta un'area di 2 585 km² e un'altezza media di 1 033 m s.l.m. Il Pirin è situato nella parte sudoccidentale della nazione tra i fiumi Strimone e Mesta, confinando con i monti del Rila a nord, ai quali è collegato tramite il passo Prede (1 142 m) e con il monte Slavjanka a sud attraverso il valico Parilska (1 170 m). La distanza fra questi due punti, situati rispettivamente a nordovest e a sudest, è di 80 km, mentre la larghezza massima del Pirin è di 40 km dalla città di Sandanski al villaggio di Obidim. Altre montagne in prossimità del Pirin sono Vlahina, Maleševo, Osogovo e Ogražden a ovest, e il gruppo dei Monti Rodopi a est.

### Suddivisioni
Dal punto di vista geologico e geografico il Pirin è suddiviso in tre parti: un'area settentrionale, una centrale e una meridionale, che non sono però uguali in dimensioni e interesse.
- Pirin settentrionale - è la parte più ampia della catena e quella più prettamente alpina.[2] Comprende il 74% del territorio del Pirin e si estende per una lunghezza di 42 km da Predel a nord al valico Todorova Poljana (1 883 m) a sud.[1][6] Il Pirin settentrionale è la zona più visitata e comprende diversi laghi, picchi e la vetta più alta, Vihren, oltre a rifugi e strutture turistiche. Essendo molto ampia, è a sua volta suddivisa in diversi settori:[1][3] area di Mramor, parte settentrionale, parte meridionale, aree di Poležan, Kamenica, Sinanica e Debeli Rid.
- Pirin centrale - si estende dal passo Todorova Poljana al valico Popovi Livadi. Rappresenta il settore territorialmente meno esteso (7%) e più corto, estendendosi solo per 7 km.[1][7][8] La vetta principale è Oreljak (2 099 m), mentre le altre creste sono inferiori ai 2.000 m[1] e ricoperte da foreste di alberi a foglie decidue.[8]
- Pirin meridionale - è la zona meno elevata del massiccio; la cima più alta è Ushite (1.978 m), anche se Sveštnik (1.975 m) è stata a lungo considerata la più alta.[1][7] Comprende il 19% del[8] e si estende per 11 km. Non ha formazioni glaciali permanenti ed è ricco di boschi (conifere e alberi a foglie decidue);[7][9] è la zona meno visitata da escursionisti e turisti. Come nel Pirin centrale, i corsi d'acqua sono di breve lunghezza e con scarsa portata.[9]

## Vette

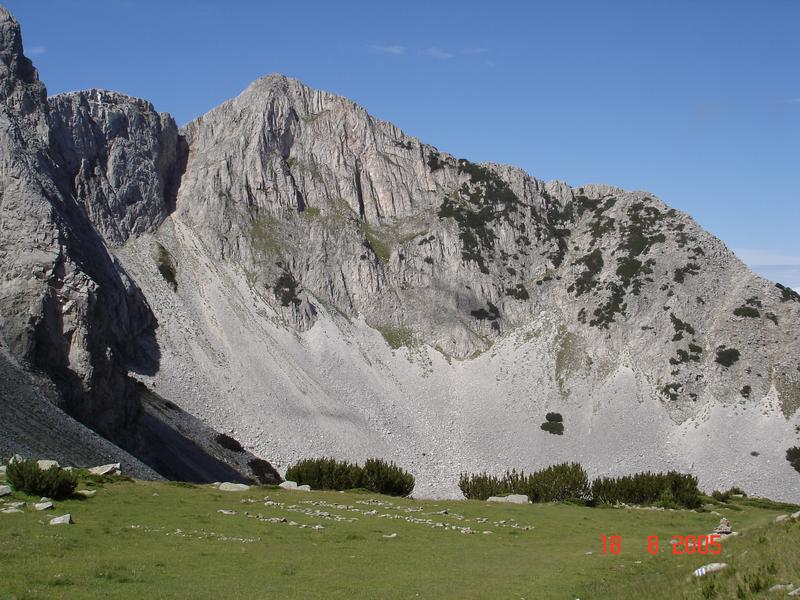
Cima Sinanica

Il massiccio presenta due vette che superano i 2.900 m s.l.m., Vihren e Kutelo; sette oltre i 2.800 m; 13 sopra i 2.700 m; 32 sopra i 2.600 m e circa 60 sopra i 2.500 m. La cresta granitica più alta è Băšlijski Čukar (2.732 m).
Le 20 vette maggiori sono:
1. Vihren – 2914 m s.l.m.
2. Kutelo – 2908 m
3. Banski Suhodol – 2884 m
4. (Goljam) Poležan – 2851 m
5. Kamenica – 2822 m
6. Malăk Poležan – 2822 m
7. Bajuvi Dupki – 2820 m
8. Jalovarnika – 2763 m
9. Kajmakčal – 2763 m
10. Gazej – 2761 m
11. (Goljama) Todorka – 2746 m
12. Bănderiški Čukar – 2732 m
13. Džengal – 2730 m
14. Momin Dvor – 2723 m
15. Băšlijski Čukar – 2720 m
16. Bezimenen Vrăh – 2712 m
17. Malka Todorka – 2712 m
18. Čengelčal – 2709 m
19. Disilica – 2700 m
20. Kameniška Kukla – 2690 m

## Rifugi alpini
Principali rifugi alpini del gruppo montuoso:
- Tevno Ezero 2512 m s.l.m.
- Bezbog 2.240 m
- Sinanica 2.200 m
- Vihren 1.950 m
- Demjanica 1.895 m
- Bănderica 1.811 m
- Kamenica 1.750 m
- Javorov 1.740 m
- Pirin 1.640 m
- Goce Delčev 1.480 m
- Popovi Livadi 1.412 m
- Jane Sandanski 1.230 m

## Idrografia
Il Pirin è noto per la sua ricchezza d'acqua. Diversi fiumi hanno la propria origine nel massiccio, che fa da linea di divisione tra i bacini dei fiumi Strimone e Mesta. Poiché la cresta principale della catena è più vicina alla valle del Mesta, gli affluenti dello Strimone tendono ad essere più lunghi. Dal Pirin hanno origine 10 affluenti dello Strimone, e 10 della Mesta. Il fiume più lungo dell'intero massiccio è Pirinska Bistritsa, che ha una lunghezza di 53 km.

I corsi d'acqua sono in media corti, piuttosto turbolenti e con pendenze molto forti, che danno origine a rapide. Il fondale è in genere roccioso o coperto di sedimenti. La portata è fortemente influenzata dalla fusione della neve.
C'è una sola cascata importante, la cascata Popinolaški, che presenta un salto di 12 m. Il valico principale rappresenta lo spartiacque fra i bacini idrografici dei due fiumi.
Fiumi e torrenti importanti che costituiscono gli affluenti del Mesta sono:
- Iztok (orientale), che scorre lungo la valle di Razlog e ha molti tributari;
- Pleška, che attraversa il villaggio di Dobrinište;
- Bezbožka;
- Retije, che ha origine dal lago Popovo;
- i fiumi Kamenica, Breznica, Korpica.

Fiumi e torrenti importanti che costituiscono gli affluenti dello Strimone sono:
- Vlačina, che ha origine dal lago omonimo;
- Sandanska Bistrica, che scorre lungo un'ampia valle, riceve molti tributari e scorre lungo Sandanski;
- Melnika;
- Pirinska Bistrica, che costituisce il confine tra Bulgaria e Grecia a sud.

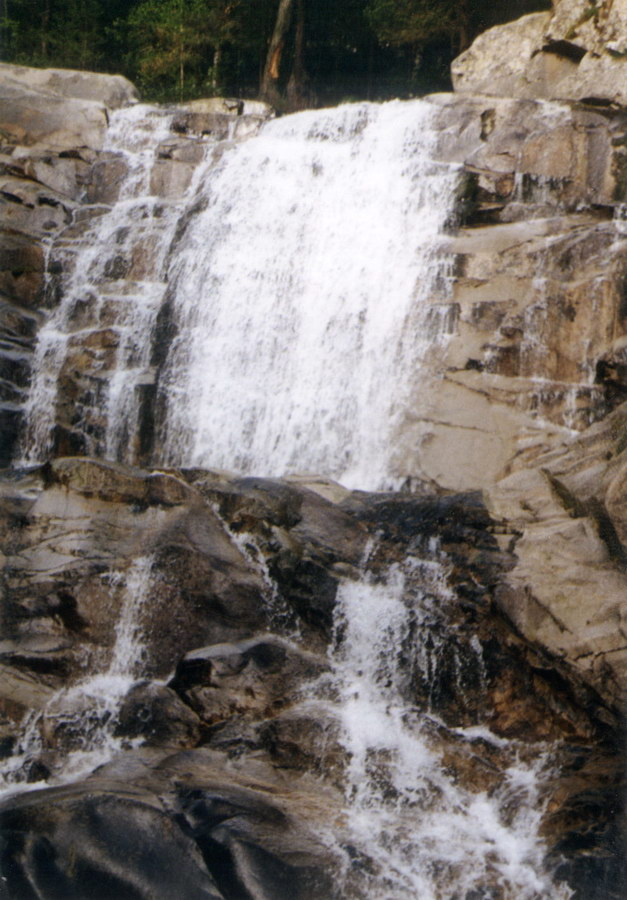
La cascata Popinolaški

Una delle caratteristiche più suggestive del paesaggio è la presenza di ben 176 laghi alpini dalle acque cristalline, chiamati occhi della montagna nella tradizione bulgara. Tutti hanno origini glaciali e sono situati nel fondo di spettacolari circhi circondati da dure rocce granitiche e picchi innevati.
Il lago più esteso è Popovo, che è anche il più profondo del Pirin. Altri specchi d'acqua suggestivi sono i laghi Banderiški, Valjaviški, Vasilaški, Vlahini, Kremenski, Samodivski e il lago Sinaniško; essi sono molto frequentati da turisti ed escursionisti. Il lago più esteso del Pirin rappresenta il quarto lago più grande della Bulgaria e il secondo più profondo. Il lago più alto del massiccio è inoltre quello situato ad una quota più elevata non solo della Bulgaria ma di tutti i Balcani.
I laghi più estesi e più importanti sono:
- laghi Popovo (11 laghi)
- laghi Kremenski (5)
- laghi Bănderiški (16)
- laghi Vasilaški (12)
- laghi Valjaviški(10)
- laghi Čairski (10)
- laghi Vlahini(5)
- laghi Malokameniški (20)
- laghi Prevalski (4)
- laghi Bašliiski (4)
- laghi Tipitski (2)

Ci sono poi diversi laghi che non fanno parte di gruppi: Sinaniško, Bezbožko, Dautovo e altri.
Sono presenti inoltre piccole aree glaciali (dove il ghiaccio non scompare mai nel corso dell'anno) nel Golemija Kazan (Grande Calderone) sotto i picchi Vihren (90x40 m) e Kamenica.

## Natura

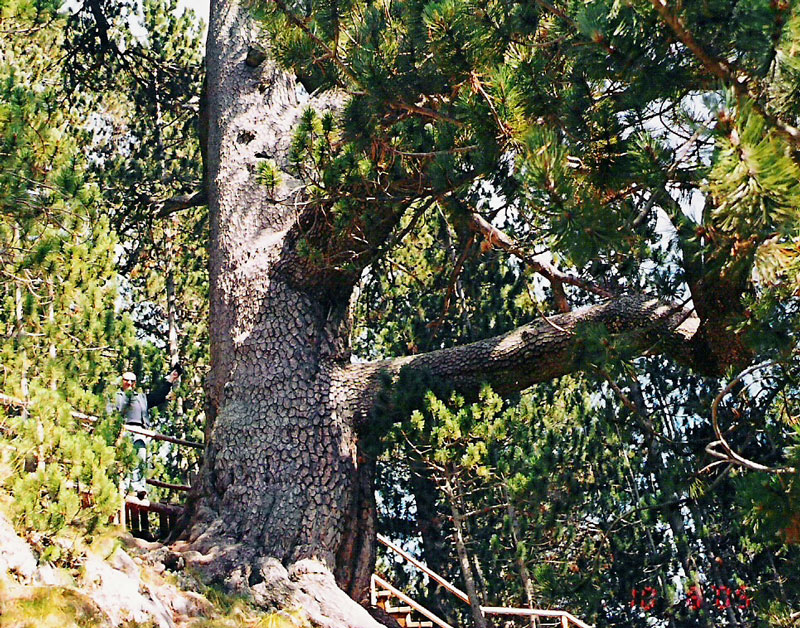
Il pino bosniaco di Baikušev ha più di 1300 anni

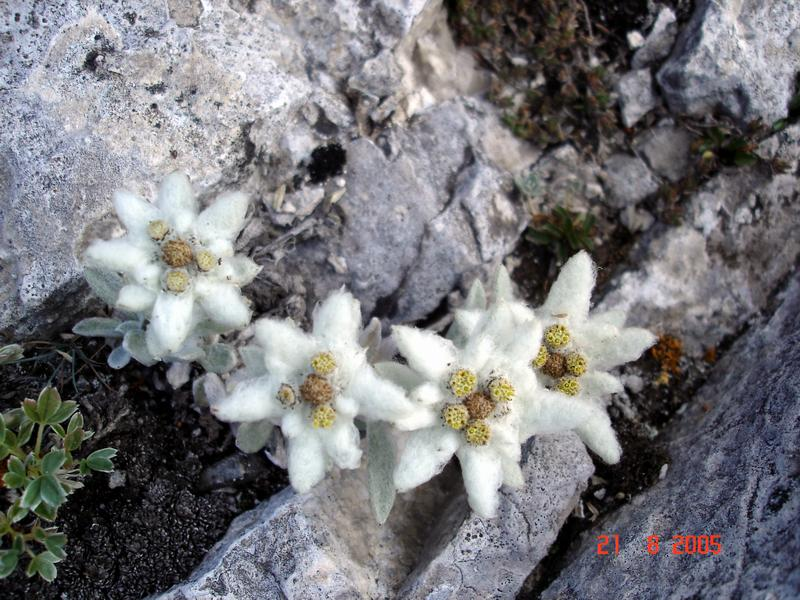
Stelle alpine nei pressi del valico Končeto

Il Pirin è noto per la sua ricca flora e fauna. Gran parte del territorio è coperto da boschi, che comprendono le più belle foreste di conifere della Bulgaria, in particolare di alcune specie endemiche dei Balcani come il pino della Macedonia, il pino loricato e l'abete bulgaro (Abies × borisii-regis). Tra le numerose specie animali, sono presenti camosci dei Balcani (Rupicapra rupicapra balcanica), orsi bruni e lupi.
Allo scopo di proteggere l'area montana è stato creato nel 1962 il Parco nazionale del Vihren, che venne successivamente ampliato e rinominato Parco nazionale del Pirin nel 1975. Esso interessa un'area di 403,32 km², comprendendo foreste di pino macedone e bosniaco e diverse specie endemiche e rare. Ci sono inoltre riserve naturali speciali che costituiscono il 15% del territorio complessivo. Il Parco nazionale del Pirin è stato inserito fra i patrimoni mondiali dell'umanità UNESCO nel 1983.